# Palacio de los Tribunales de Justicia de Santiago
El Palacio de los Tribunales de Justicia de Santiago de Chile es el edificio que alberga a la Corte Suprema de Justicia de Chile, la Corte de Apelaciones de Santiago y la Corte marcial del Ejército, Fuerza Aérea y Carabineros. Está ubicado en la capital chilena, en la calle Compañía, entre Morandé y Bandera, frente a la plaza Montt Varas.

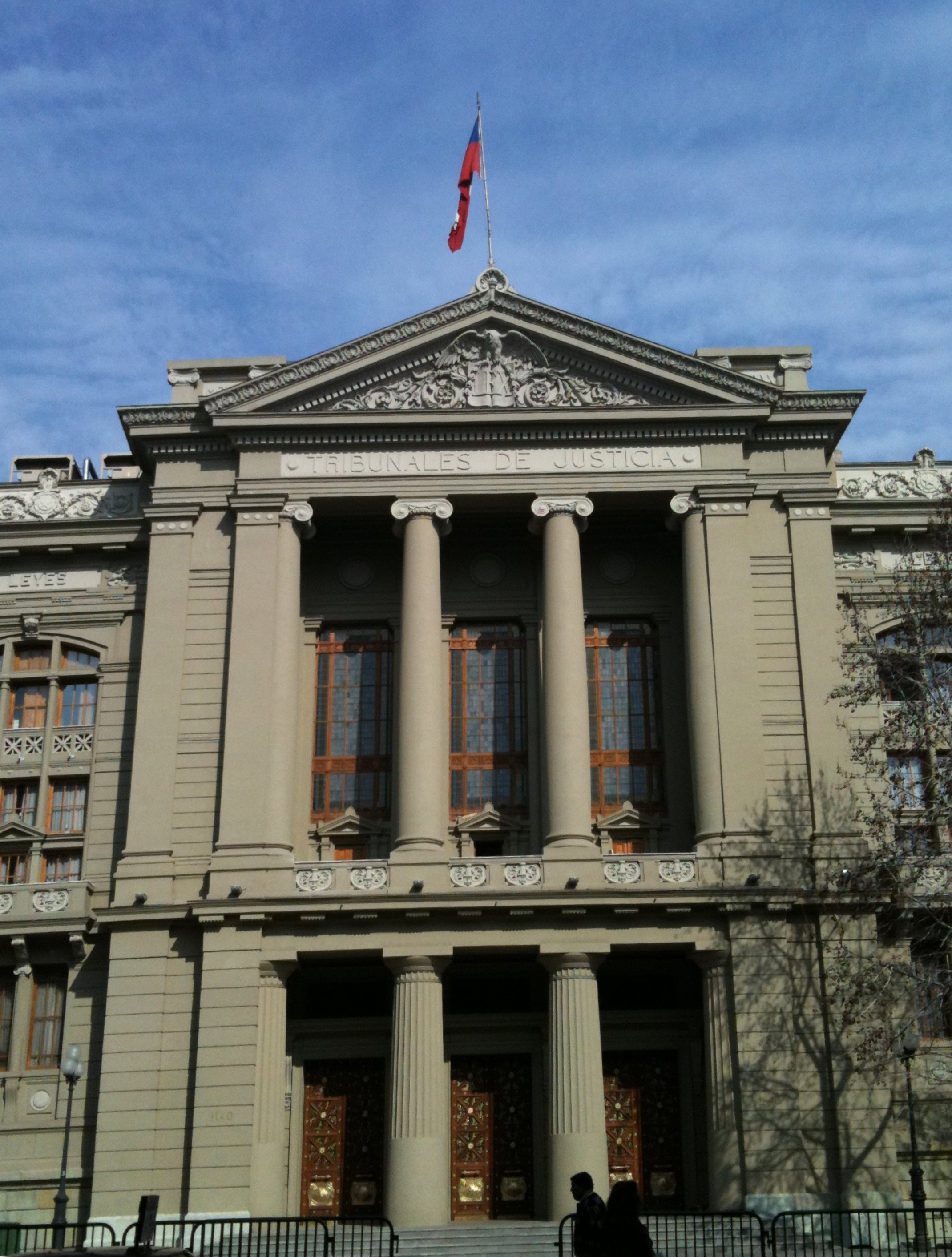
Frontis del Palacio de los Tribunales de Justicia de Santiago, 2010.

El edificio fue construido en dos etapas, entre 1905 y 1930, y declarado «Monumento Histórico Nacional» por el Ministerio de Educación de Chile en 1976.

## Antecedentes
El sitio que ocupa el Palacio de los Tribunales de Justicia de Santiago se formó mediante la suma de diversas propiedades, que debieron ser demolidas para su construcción.
En el área poniente del sitio se encontraba un inmueble del Club Hípico –en la esquina de calle Compañía con Morandé–, y otro de Francisco Undurraga, adquiridos por el Estado y demolidos en 1906. A su vez, en el área oriente se ubicaba el edificio del Real Tribunal del Consulado, obra del arquitecto Juan José de Goycolea y que databa de 1807; en dicho inmueble se celebró el cabildo abierto del 18 de septiembre de 1810, cuando se constituyó la Primera Junta de Gobierno de Chile y que inició el proceso emancipador nacional, posteriormente, el mismo fue sede del Congreso Nacional, entre 1829 y 1877, y albergó a la Biblioteca Nacional de Chile desde 1877 hasta 1925, año en que esta última institución debió trasladarse para proceder a su demolición.

## Historia
Durante sus primeros años de existencia, la Corte Suprema y la Corte de Apelaciones de Santiago ocuparon diversos edificios respecto de los cuales, en muchos casos, no tuvieron el uso exclusivo o privativo, debiendo compartirlos con otras instituciones públicas.

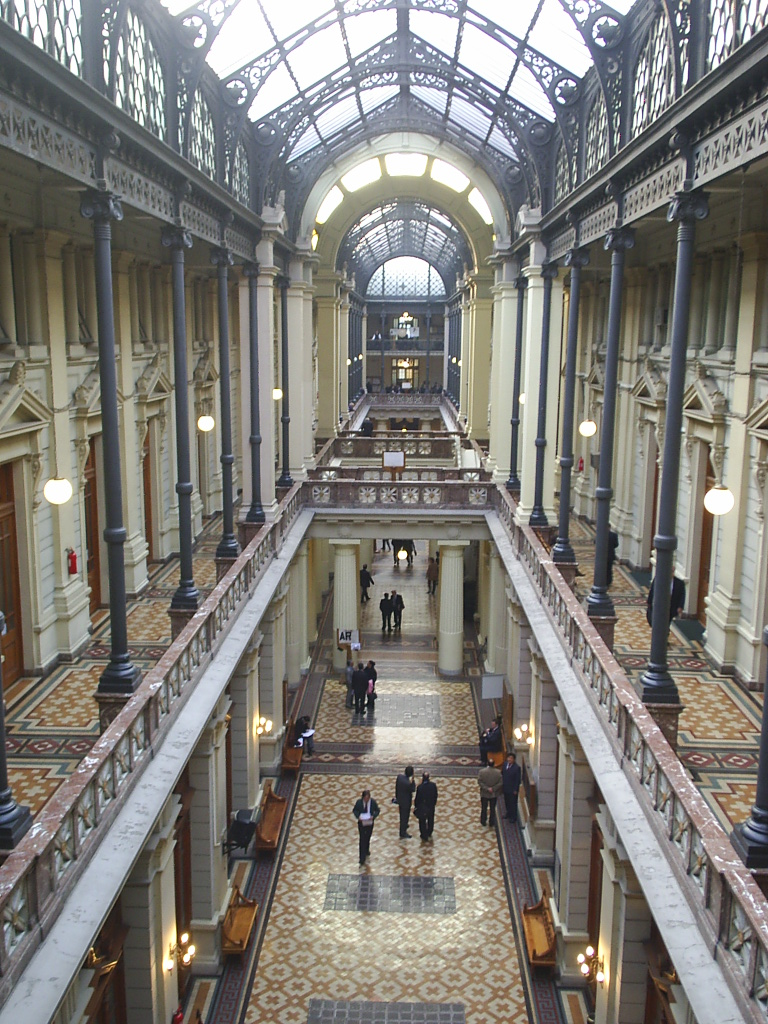
Interior del Palacio de los Tribunales de Justicia de Santiago, 2006.

La construcción de un nuevo edificio para el funcionamiento de los tribunales de justicia de Santiago fue impulsada por el gobierno del presidente Federico Errázuriz Echaurren (1896-1901). Para su edificación se estimó una inversión de 1 000 000 de pesos de la época, llamándose a concurso el 24 de marzo de 1900.
El diseño del proyecto correspondió al arquitecto francés Emilio Doyère, quien además dirigió técnicamente la obra, elaboró los planos y presupuestos, y redactó las especificaciones, siendo asistido por su alumno y discípulo chileno Alberto Schade.
Los primeros proyectistas del edificio, en el siglo XIX, fueron Manuel Aldunate, Fermín Vivaceta y José Tomás Gandarillas.
El palacio fue construido por la Inspección de Arquitectura del Ministerio de Industrias y Obras Públicas, en el marco del Centenario de Chile (1910), en dos etapas: desde 1905 hasta 1911, y desde 1928 hasta 1930. En la primera etapa se edificó el ala o sector poniente del inmueble y su acceso principal; mientras que en la segunda etapa se construyó el sector o ala oriente del inmueble, culminándose con ello su edificación.
Entre 1905 y 1906, es decir, a fines del gobierno del presidente Germán Riesco (1901-1906), se efectuaron las labores de demolición, limpieza y cierre del sitio, y desde 1907 a 1911 la construcción propiamente tal de la primera ala del edificio, que fue oficialmente inaugurada en 1914 bajo la presidencia de Ramón Barros Luco (1910-1915). Para la segunda etapa de construcción se debió demoler el antiguo edificio del Tribunal del Consulado (de 1807), que hasta entonces era ocupado por la Biblioteca Nacional de Chile, y del cual solo se conserva una reja y placa conmemorativa. De acuerdo a los diarios de la época, el edificio fue completamente ocupado hacia fines de 1931, ejecutándose los últimos trabajos para su conclusión en 1936.
En 1976 fue declarado «Monumento Histórico Nacional» por el Ministerio de Educación, mediante el decreto 583 del 28 de junio del mismo año. A consecuencia del terremoto de 1985, el palacio sufrió algunos daños, siendo objeto de reparaciones menores.
En mayo de 2002, por primera vez, el palacio abrió sus puertas para las actividades del Día del Patrimonio Cultural. Por motivos de seguridad, en julio de 2002, la Corte Suprema decidió instalar un detector de metales en la entrada del edificio. En diciembre de 2005, el palacio fue traspasado desde el Estado, a través del Ministerio de Bienes Nacionales, a la Corporación Administrativa del Poder Judicial.
En 2010 fueron inauguradas las obras de restauración del edificio, que incluyeron la reparación de piezas de mármol de la fachada y balcones y la restauración de puertas y ventanas, además de una nueva iluminación.

## Palacio

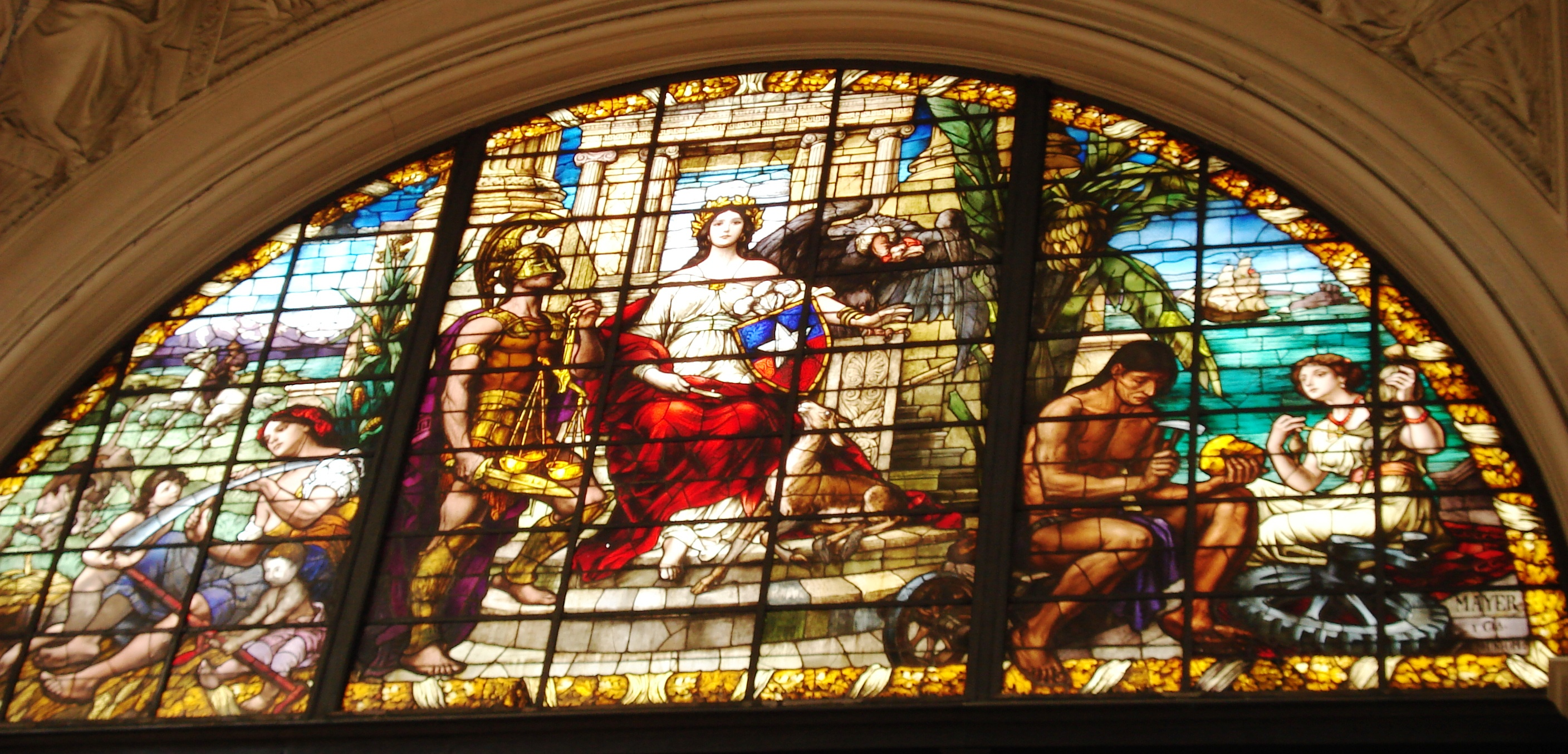
Vitral de la Justicia chilena en el sector central del segundo piso del palacio.

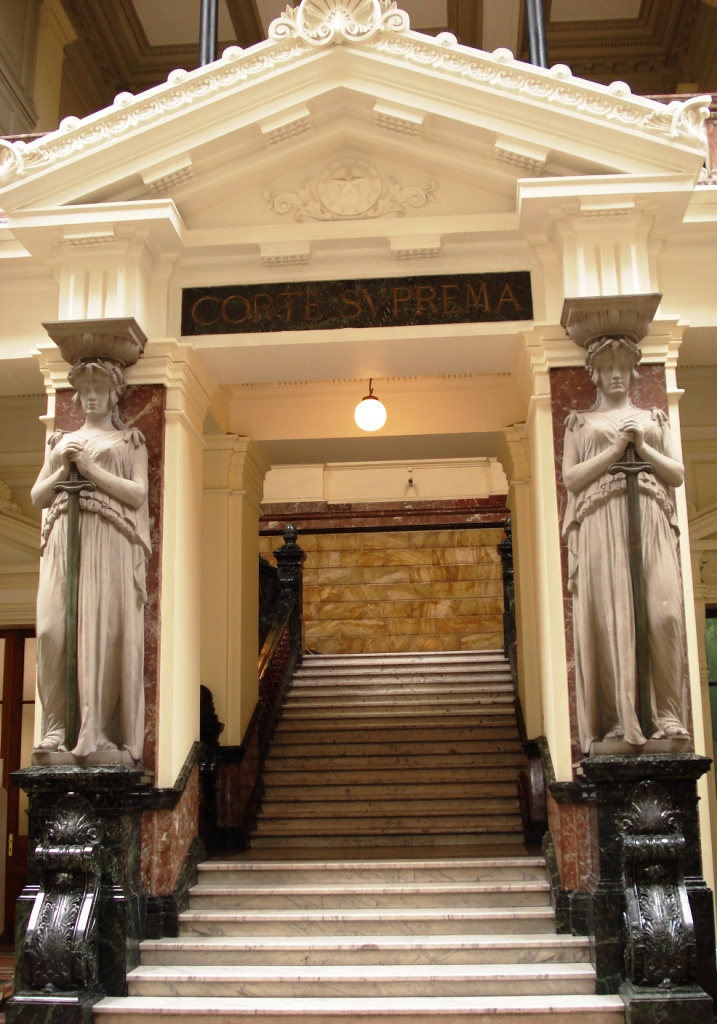
Escalera principal del palacio, que da acceso al segundo piso, 2007.

El edificio del Palacio de los Tribunales de Justicia de Santiago se encuentra emplazado en la segunda manzana sur-poniente a partir de la Plaza de Armas, ocupado una superficie de 4006 m². Limita con la calle Compañía al norte, con la calle Bandera al oriente, con otras propiedades al sur y con la calle Morandé al poniente, ubicándose dentro de la «Zona Típica del Centro de Santiago».
El palacio posee un estilo neoclásico, de inspiración grecorromana, con influencia francesa. Fue construido utilizando ladrillos y adobe en el área más antigua, y hormigón armado en la más nueva. Tiene tres pisos o plantas (más un zócalo o piso inferior): el primer piso es ocupado por la Corte de Apelaciones de Santiago, el segundo es utilizado por la Corte Suprema; y en el piso inferior está instalada la Corte marcial del Ejército, Fuerza Aérea y Carabineros y la Biblioteca de la Corte Suprema.
La fachada del palacio, que está frente a la calle Compañía, ocupa toda la extensión de la manzana. El pórtico o ingreso principal del edificio, correspondiente a calle Compañía N.º 1140, está formado por dos columnas centrales y dos medias columnas laterales, que sostienen un balcón desde el cual nacen otras dos columnas centrales y dos medias columnas laterales de estilo jónico; en la parte superior de ellas se ubica un friso con la frase «TRIBUNALES DE JUSTICIA», y sobre él un diseño en bajorrelieve de un cóndor apoyado en un libro en el que aparece la palabra «LEX» (ley en latín). Las puertas exteriores son de madera de pino oregón, engrosadas con nogal americano, e incluyen decoraciones en bronce fundido.
Además, existen dos accesos laterales al edificio: uno por calle Bandera n.º 344 y 346 –que solo se abren en situaciones puntuales, básicamente de emergencia–, y otro por calle Morandé N.º 345 –de uso en horarios predeterminados–, a través de una escalera, debido a la diferencia de nivel existente entre el primer piso del edificio y la calle.
La escalera principal, frente al vestíbulo o hall de acceso tras el pórtico, es de mármol y está decorada con dos cariátides, que son obra del escultor español-chileno Antonio Coll y Pi, que sostienen un friso con la inscripción «CORTE SVPREMA»; dicha escalera se bifurca en dos, luego del descanso intermedio, sobre el cual está instalada una placa recordatoria de los presidentes de la Corte Suprema.
La techumbre del palacio está formada por una cubierta vidriada, sostenida por una estructura metálica.
El sector central del segundo piso está cubierto por una cúpula sustentada por arcos, apoyados en pilares, que en sus esquinas incluyen las cuatro virtudes cardinales (fortaleza, justicia, prudencia y templanza), representadas mediante figuras femeninas en bajorrelieve; los mismos arcos antes mencionados sostienen en su parte superior una viga donde se apoya un vitral de tres paños con una alegoría sobre la  «justicia chilena», que es obra de la casa Mayer y Cía de Múnich (Alemania).
El palacio es custodiado por una guardia de Gendarmería de Chile, puesto que de acuerdo a la legislación vigente es responsabilidad del mencionado cuerpo armado mantener el orden y la seguridad en los distintos tribunales de justicia existentes, además de ser el organismo a cargo de las cárceles y unidades penales a largo de la nación. Lo anterior, sin perjuicio de las labores de mantención del orden público en calles y carreteras que competen a Carabineros de Chile, debido a que cada institución tiene sus propias facultades legalmente asignadas en sus respectivas áreas.